# Bahnstrecke Liberec–Zittau
| |                         |                                                                    |                                                                    |
| Streckennummer: | 6214; sä. RZ            |                                                                    |                                                                    |
| Kursbuchstrecke (DB): | 235, 235.1, 237.2       |                                                                    |                                                                    |
| Kursbuchstrecke (SŽ): | 089                     |                                                                    |                                                                    |
| Kursbuchstrecke: | 135a (1934) 161e (1946) |                                                                    |                                                                    |
| Streckenlänge: | 26,613 km               |                                                                    |                                                                    |
| Spurweite: | 1435 mm (Normalspur)    |                                                                    |                                                                    |
| Maximale Neigung: | 13 ‰                    |                                                                    |                                                                    |
| Minimaler Radius: | 397 m                   |                                                                    |                                                                    |
| Streckengeschwindigkeit: | 100 km/h                |                                                                    |                                                                    |
| |                         |                                                                    |                                                                    |
| \| \| \| von Pardubice hl. n. (vorm. SNDVB) \| \| \| \| \| von (Harrachov–) Kořenov (vorm. RGTE) \| \| \| \| \| von Řetenice (vorm. ATE) \| \| \| \| 0,132 \| Liberec früher Reichenberg \| 374 m \| \| \| \| nach Zawidów (vorm. SNDVB) \| \| \| \| 5,249 \| Brücke Machnín (39 m) \| Brücke Machnín (39 m) \| \| \| 5,872 \| Machnín früher Machendorf \| 340 m \| \| \| 6,269 \| Neißetalviadukt (225 m) \| Neißetalviadukt (225 m) \| \| \| 6,810 \| Machnín hrad \| Machnín hrad \| \| \| 6,945 \| Neißebrücke (133 m) \| Neißebrücke (133 m) \| \| \| 8,610 \| Chrastava-Andělská Hora früher Engelsberg bei Kratzau \| Chrastava-Andělská Hora früher Engelsberg bei Kratzau \| \| \| 10,153 \| Neißebrücke (51 m) \| Neißebrücke (51 m) \| \| \| 10,549 \| Chrastava früher Kratzau \| 290 m \| \| \| 11,027 \| Neißebrücke (58 m) \| Neißebrücke (58 m) \| \| \| 13,390 \| Bílý Kostel nad Nisou früher Weißkirchen (Neiße) \| 280 m \| \| \| 13,921 \| Brücke Bílý Kostel (77 m) \| Brücke Bílý Kostel (77 m) \| \| \| 17,527 \| Chotyně früher Ketten \| 270 m \| \| \| 20,203 \| Hrádek nad Nisou früher Grottau \| Hrádek nad Nisou früher Grottau \| \| \| 21,769 \| Staatsgrenze Tschechien–Polen / Infrastrukturgrenze SŽDC/PLK \| Staatsgrenze Tschechien–Polen / Infrastrukturgrenze SŽDC/PLK \| \| \| 22,300 \| Oberullersdorf (bis 12.1945) \| 255 m \| \| \| 23,839 \| Anschl. Zittwerke \| Anschl. Zittwerke \| \| \| 24,348 \| Infrastrukturgrenze PLK/DB Netz \| Infrastrukturgrenze PLK/DB Netz \| \| \| \| Neißetalviadukt (741 m) (Staatsgrenze Polen–Deutschland km 24,528) \| \| \| \| \| Schmalspurbahn Zittau–Kurort Oybin \| \| \| \| 25,573 \| Bundesstraße 99 (44 m) \| Bundesstraße 99 (44 m) \| \| \| 26,256 \| Bundesstraße 178 (18 m) \| Bundesstraße 178 (18 m) \| \| \| \| Schmalspurbahn Zittau–Heřmanice \| \| \| \| \| nach Hagenwerder \| \| \| \| 26,745 \| Zittau \| 262 m \| \| \| \| nach Löbau (Sachs) \| \| \| \| \| \| \| \| Quellen: [1][2] \| \| \| \| |                         |                                                                    |                                                                    |
| Strecke |                         | von Pardubice hl. n. (vorm. SNDVB)                                 | von Pardubice hl. n. (vorm. SNDVB)                                 |
| Abzweig geradeaus und von rechts |                         | von (Harrachov–) Kořenov (vorm. RGTE)                              | von (Harrachov–) Kořenov (vorm. RGTE)                              |
| Abzweig geradeaus und von links |                         | von Řetenice (vorm. ATE)                                           | von Řetenice (vorm. ATE)                                           |
| Bahnhof | 0,132                   | Liberec früher Reichenberg                                         | 374 m                                                              |
| Abzweig geradeaus und nach rechts |                         | nach Zawidów (vorm. SNDVB)                                         | nach Zawidów (vorm. SNDVB)                                         |
| Brücke | 5,249                   | Brücke Machnín (39 m)                                              | Brücke Machnín (39 m)                                              |
| Haltepunkt / Haltestelle | 5,872                   | Machnín früher Machendorf                                          | 340 m                                                              |
| Brücke | 6,269                   | Neißetalviadukt (225 m)                                            | Neißetalviadukt (225 m)                                            |
| Haltepunkt / Haltestelle | 6,810                   | Machnín hrad                                                       | Machnín hrad                                                       |
| Brücke | 6,945                   | Neißebrücke (133 m)                                                | Neißebrücke (133 m)                                                |
| Haltepunkt / Haltestelle | 8,610                   | Chrastava-Andělská Hora früher Engelsberg bei Kratzau              | Chrastava-Andělská Hora früher Engelsberg bei Kratzau              |
| Brücke | 10,153                  | Neißebrücke (51 m)                                                 | Neißebrücke (51 m)                                                 |
| Bahnhof | 10,549                  | Chrastava früher Kratzau                                           | 290 m                                                              |
| Brücke | 11,027                  | Neißebrücke (58 m)                                                 | Neißebrücke (58 m)                                                 |
| Haltepunkt / Haltestelle | 13,390                  | Bílý Kostel nad Nisou früher Weißkirchen (Neiße)                   | 280 m                                                              |
| Brücke | 13,921                  | Brücke Bílý Kostel (77 m)                                          | Brücke Bílý Kostel (77 m)                                          |
| Haltepunkt / Haltestelle | 17,527                  | Chotyně früher Ketten                                              | 270 m                                                              |
| Bahnhof | 20,203                  | Hrádek nad Nisou früher Grottau                                    | Hrádek nad Nisou früher Grottau                                    |
| Grenze | 21,769                  | Staatsgrenze Tschechien–Polen / Infrastrukturgrenze SŽDC/PLK       | Staatsgrenze Tschechien–Polen / Infrastrukturgrenze SŽDC/PLK       |
| ehemaliger Haltepunkt / Haltestelle | 22,300                  | Oberullersdorf (bis 12.1945)                                       | 255 m                                                              |
| Abzweig geradeaus und ehemals nach rechts | 23,839                  | Anschl. Zittwerke                                                  | Anschl. Zittwerke                                                  |
| Kilometer-Wechsel | 24,348                  | Infrastrukturgrenze PLK/DB Netz                                    | Infrastrukturgrenze PLK/DB Netz                                    |
| Grenze auf Brücke über Wasserlauf |                         | Neißetalviadukt (741 m) (Staatsgrenze Polen–Deutschland km 24,528) | Neißetalviadukt (741 m) (Staatsgrenze Polen–Deutschland km 24,528) |
| Kreuzung geradeaus oben |                         | Schmalspurbahn Zittau–Kurort Oybin                                 | Schmalspurbahn Zittau–Kurort Oybin                                 |
| Brücke | 25,573                  | Bundesstraße 99 (44 m)                                             | Bundesstraße 99 (44 m)                                             |
| Brücke | 26,256                  | Bundesstraße 178 (18 m)                                            | Bundesstraße 178 (18 m)                                            |
| Kreuzung |                         | Schmalspurbahn Zittau–Heřmanice                                    | Schmalspurbahn Zittau–Heřmanice                                    |
| Abzweig geradeaus und von rechts |                         | nach Hagenwerder                                                   | nach Hagenwerder                                                   |
| Bahnhof | 26,745                  | Zittau                                                             | 262 m                                                              |
| Strecke |                         | nach Löbau (Sachs)                                                 | nach Löbau (Sachs)                                                 |
| |                         |                                                                    |                                                                    |
| Quellen: |                         |                                                                    |                                                                    |

Die Bahnstrecke Liberec–Zittau ist eine eingleisige Hauptbahn in Tschechien, Polen und Deutschland, die ursprünglich von der Zittau-Reichenberger Eisenbahngesellschaft (ZRE) erbaut und betrieben wurde. Sie zweigt in Liberec (Reichenberg) von der Bahnstrecke Pardubice–Zawidów ab und führt im Tal der Lausitzer Neiße über Chrastava (Kratzau) und Hrádek nad Nisou (Grottau) nach Zittau in Sachsen.

## Geschichte

### Vorgeschichte und Bau
Erste Überlegungen zum Bau einer Eisenbahn zwischen Zittau und Reichenberg stammten schon vom Anfang der 1840er Jahre. Damals wurde eine Linienführung der späteren Sächsisch-Böhmischen Staatseisenbahn durch die Oberlausitz in Richtung Böhmen erörtert.
Schon beim Bau der Löbau-Zittauer Eisenbahn 1848 war deren Verlängerung nach Böhmen vorgesehen gewesen, was zunächst noch von der Zittauer Bürgerschaft abgelehnt wurde. In Preußen hingegen war vor allem die Märkisch-Schlesische Eisenbahn-Compagnie an einer Fortsetzung ihrer Strecke nach Reichenberg interessiert. Nun wurde eine Strecke Zittau–Reichenberg auch von den Zittauer Bürgern gefordert, da man zu Recht befürchtete, mit einer solchen Strecke umgangen zu werden.

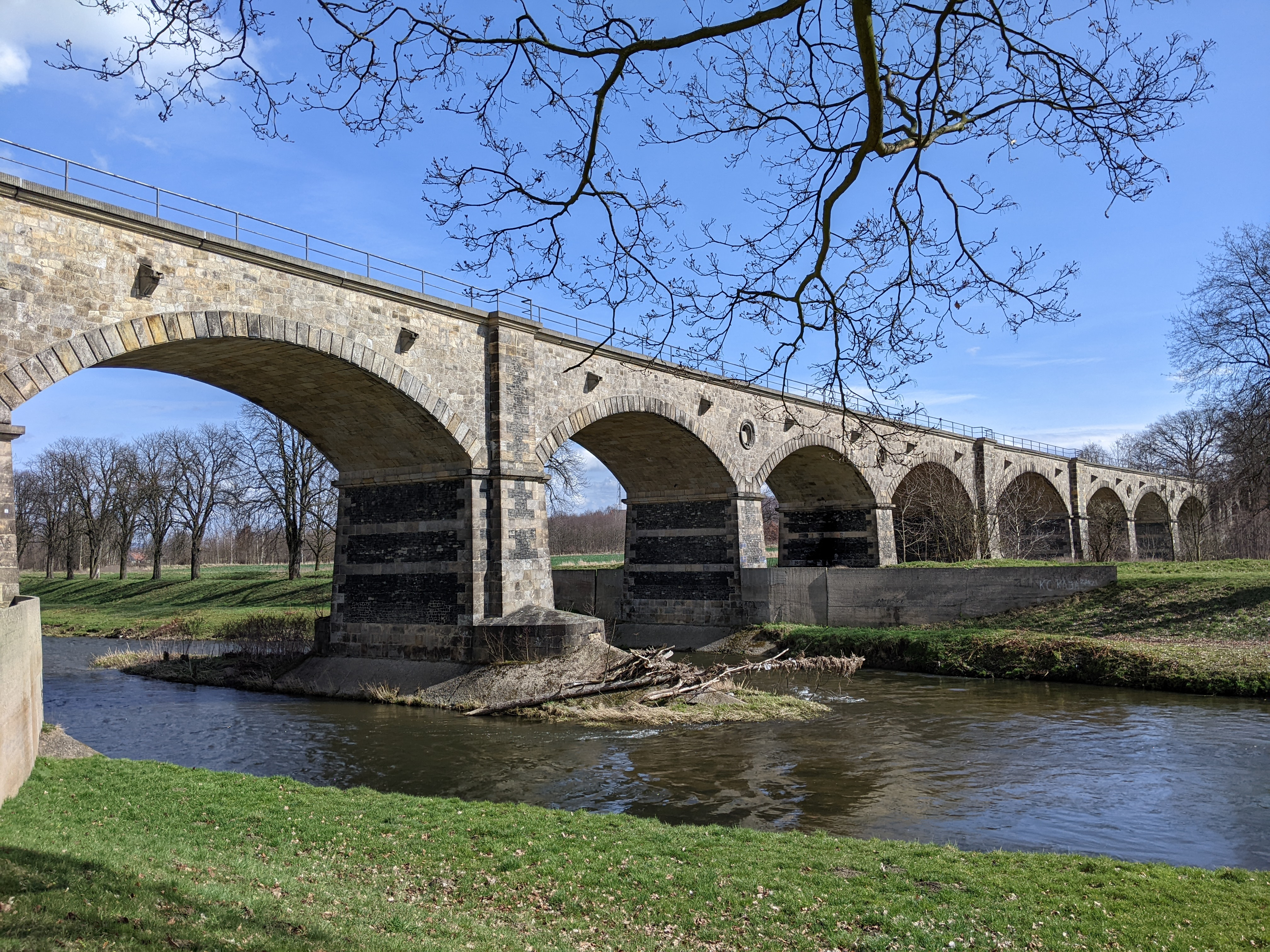
Neißeviadukt Zittau (2023)

Österreich lehnte beide Projekte zunächst ab. Erst im Jahre 1853 wurde in einem Vertrag zwischen Sachsen und Österreich der Bahnbau zwischen Zittau und Reichenberg beschlossen. Da Österreich keine sächsische Staatsbahn auf eigenem Gebiet dulden wollte, wurden der Bau und Betrieb der neuen Bahnlinie der privaten Zittau-Reichenberger Eisenbahngesellschaft übertragen.
Die als Hauptbahn trassierte Strecke machte die Anlage mehrerer tiefer Einschnitte und den Bau mehrerer größerer Viadukte notwendig. Der seinerzeit bei Zittau errichtete 741 Meter lange und 18 Meter hohe Neißetalviadukt gehört auch heute noch zu den größten und längsten Eisenbahnbrücken in Sachsen.
Die Eröffnung der Strecke war für den 7. November 1859 vorgesehen, wegen einiger Verzögerungen am Bau verkehrten die ersten Züge dann am 1. Dezember 1859. Den Betrieb führte die Königliche Direktion der östlichen Staatseisenbahnen für Rechnung der Gesellschaft mit deren Betriebsmitteln.

### Im Betrieb der sächsischen Staatsbahn

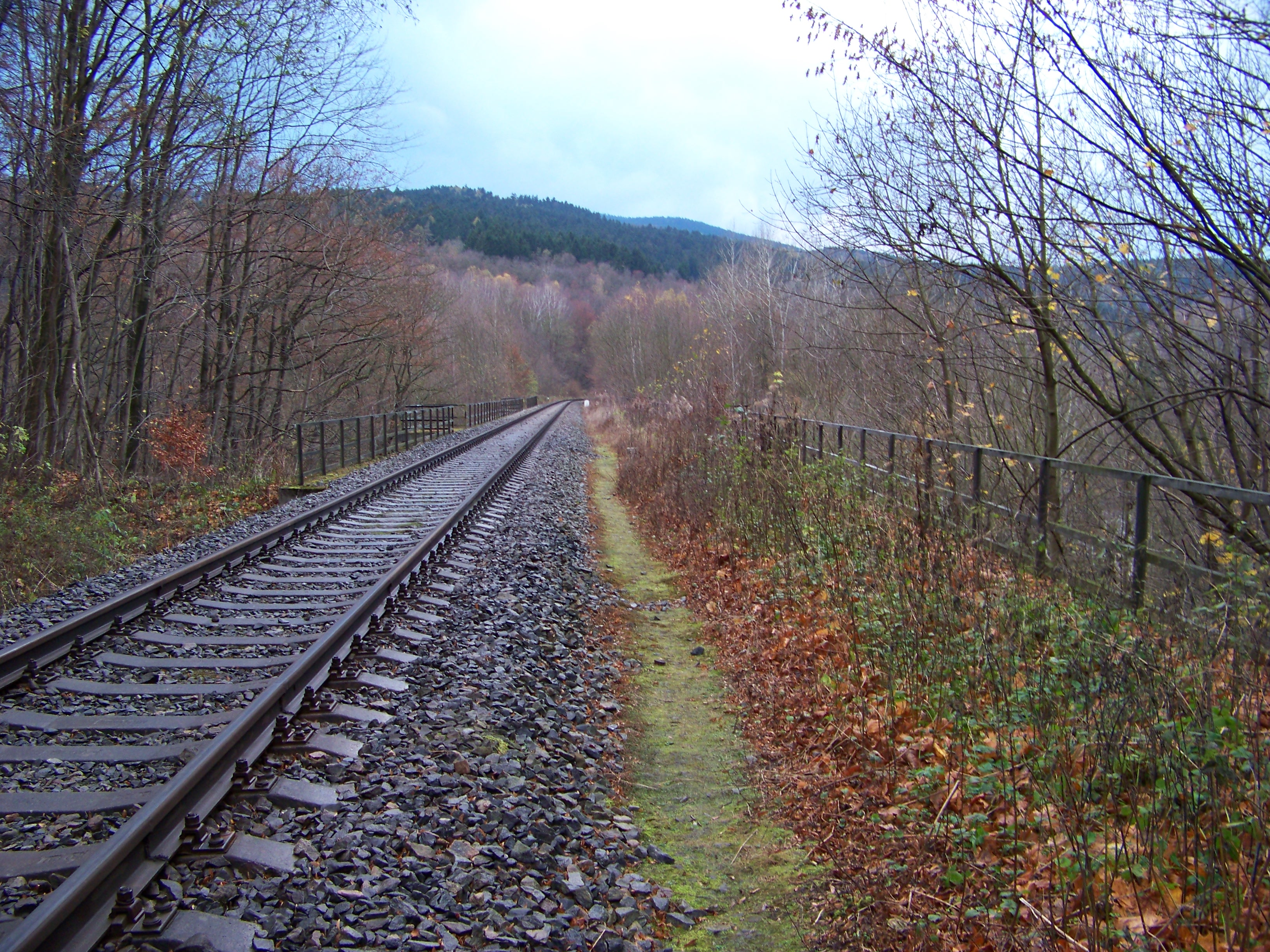
Zweigleisiges Planum auf dem Neißeviadukt bei Machendorf. Das Gleis liegt bahnrechts. (2013)

Der Verkehr blieb in den Folgejahren hinter den Erwartungen zurück, so dass stets die staatliche Zinsgarantie in Anspruch genommen werden musste. Auch die in Fortsetzung der Strecke erbaute Linie Reichenberg–Pardubitz der Süd-Norddeutschen Verbindungsbahn war durch ihre schwierige Streckenführung in ihrer Leistungsfähigkeit begrenzt, so dass kaum durchgängige Züge über Reichenberg hinaus verkehrten. Nach dem Bau der preußischen Verbindung Görlitz–Seidenberg–Reichenberg 1875 wurde zudem ein Teil des Verkehrs an Sachsen vorbei geleitet. Ein schon vorbereiteter zweigleisiger Ausbau wurde darum nicht realisiert.
Im Jahre 1905 wurde die Zittau-Reichenberger Eisenbahn als letzte große private Eisenbahngesellschaft Sachsens verstaatlicht. Eigentümer der  Infrastruktur waren nun die Königlich Sächsischen Staatseisenbahnen. Auf den Betrieb der Strecke hatte das keine Auswirkungen.

### Im Betrieb der Deutschen Reichsbahn
1920 gingen die Kgl. Sächsischen Staatseisenbahnen in der neu gegründeten Deutschen Reichsbahn auf und die Strecke Zittau–Reichenberg gehörte nun zur Reichsbahndirektion Dresden. Auch in den Folgejahren erlangte die Strecke keine größere Bedeutung, da auch in Regie der Deutschen Reichsbahn im Nord-Süd-Verkehr der einst preußischen Strecke über Seidenberg der Vorzug gegeben wurde.
Am 25. Juli 1931 schlossen das Deutsche Reich und die Tschechoslowakei einen (am 16. Februar 1937 ratifizierten) Vertrag, der einen späteren Verkauf der Strecke an die Tschechoslowakei vorsah.
Nach dem Anschluss des Sudetenlandes an Deutschland im Herbst 1938 veränderte sich im Betrieb der Strecke wenig. Im Sommerfahrplan 1939 verkehrten zwischen Reichenberg und Zittau insgesamt elf tägliche Personenzugpaare, ergänzt durch fünf weitere schnellfahrende Züge in den Relationen Reichenberg–Dresden und Reichenberg–Görlitz. Für Ausflügler verkehrte sonntags ein beschleunigter Personenzug Dresden–Reichenberg, der nur an ausgewählten Bahnhöfen hielt. Personenzüge benötigten für die Strecke Reichenberg–Zittau 45 bis 50 Minuten, Schnell- und Eilzüge benötigten ohne Zwischenhalt 27 bis 32 Minuten. Später verkehrte auch ein Schnellzugpaar von Berlin über Görlitz, Zittau, Reichenberg, Nymburk und Iglau nach Wien über die Strecke. Wegen der durch häufige Fahrtrichtungswechsel bedingten geringen Reisegeschwindigkeit wurde die Verbindung schon bald wieder aufgegeben.

### Nach dem Zweiten Weltkrieg
Nach 1945 ging der in der Tschechoslowakei liegende Streckenabschnitt entschädigungslos an die Tschechoslowakischen Staatsbahnen (ČSD) über. Der östlich der Neiße gelegene deutsche Abschnitt verblieb nunmehr in Polen und gelangte ins Eigentum der Polnischen Staatsbahn (PKP). Die ČSD nahm den Reisezugverkehr mit zunächst sechs Zugpaaren wieder auf, von denen vier über Grottau (ab 1945: Hrádek nad Nisou) hinaus bis Zittau verkehrten. Verzeichnet ist dabei auch ein Halt auf dem nunmehr auf polnischem Gebiet liegendem Haltepunkt Oberullersdorf (im Fahrplan: Horní Oldřichov (u Žitavy)). Nachdem der grenzüberschreitende Verkehr auf Weisung der sowjetischen Besatzungsmacht in Zittau am 29. Dezember 1945 eingestellt worden war, verkehrten Reisezüge der ČSD nur noch zwischen Reichenberg (ab 1945: Liberec) und Hrádek nad Nisou.
Ab 1948 bemühte sich die ČSD, einen privilegierten Durchgangsverkehr zwischen Varnsdorf (Warnsdorf) und Hrádek nad Nisou über Zittau einzurichten. Die DR war ihrerseits an einem durchgehenden Zugverkehr zwischen Seifhennersdorf und Großschönau über Varnsdorf interessiert. Am 30. Dezember 1950 kam es nach langwierigen Verhandlungen zu einem Vertragsabschluss, welcher die Einrichtung eines privilegierten Durchgangsverkehrs auf den oben genannten Strecken regelte. Am 12. Mai 1951 wurde mit drei durchgehenden Zugpaaren von Liberec nach Varnsdorf der Zugverkehr auf der Gesamtstrecke wieder aufgenommen. Auf deutschen Bahnhöfen hielten diese Züge nicht.
Die polnische PKP wollte in den 1950er Jahren Züge im privilegierten Durchgangsverkehr von Turów über Zittau bis Porajów (Großporitsch) verkehren lassen. Am 10. Juli 1955 fand dazu eine Sonderfahrt mit Vertretern aller drei beteiligten Bahnverwaltungen von Zittau nach Porajów statt. Ein fahrplanmäßiger Zugverkehr zum neueingerichteten Haltepunkt Porajów wurde nicht aufgenommen, obwohl die dafür notwendigen Trassen schon im Fahrplan eingestellt waren. Man organisierte stattdessen den Verkehr mit Bussen.
Am 6. April 1977 wurde der grenzüberschreitende Reisezugverkehr wieder aufgenommen. Zwei Zugpaare zwischen Zittau und Liberec dienten fortan vor allem dem kleinen Grenzverkehr. Ab 23. Mai 1982 erhielten auch die im privilegierten Durchgangsverkehr verkehrenden Züge der ČSD einen Halt in Zittau. Mit dem Schnellzug D 480/481 „Kriváň“ Dresden–Košice wurde in den 1980er Jahren auch eine hochwertige Fernzugverbindung über die Strecke geleitet.

### Nach 1990
Nach der politischen Wende 1989 verringerte sich die Bedeutung der Strecke für den grenzüberschreitenden Verkehr. Verkehrten Anfang der 1990er Jahre noch 14 Zugpaare über die Gesamtstrecke, so sank deren Zahl bis 1999 auf die Hälfte. Mitte der 1990er verkehrten durchgehende Eilzüge zwischen Dresden und Liberec, welche vor allem dem Wochenend-Ausflugsverkehr dienten.
Im Jahr 2000 wurde von tschechischer Seite eine Studie vorgestellt, welche langfristig die Einbeziehung der Strecke ins Projekt Regiotram Nisa vorsah. Geplant war eine Elektrifizierung der Trasse und der Einsatz von Stadtbahnen, die auch auf die Straßenbahngleise in Liberec übergehen können. Aus finanziellen Gründen blieb eine Realisierung jedoch aus.
Erst nach dem EU-Beitritt Tschechiens am 1. Mai 2004 wurde über die Strecke wieder ein durchgehender, regelmäßiger Zugverkehr zwischen Dresden und Liberec eingerichtet, etwa so wie er bis 1945 bestanden hatte. Seitdem verkehrten viermal täglich Regionalexpress-Züge von DB Regio Südost und České dráhy von Dresden nach Liberec, von denen an Wochenenden zwei bis Tanvald am Fuße des Riesengebirges verlängert wurden. Zusätzlich verkehrten werktags vier Zugpaare der Sächsisch-Böhmischen Eisenbahngesellschaft unter der Bezeichnung Mandaubahn mit eigenem Tarif von Zittau bis Liberec.
Ende 2008 fanden im tschechischen Abschnitt zwischen Chrastava und Liberec umfangreiche Bauarbeiten mit dem Ziel der Anhebung der Streckengeschwindigkeit von 70 auf 100 km/h statt. Seit dem Abschluss der Arbeiten im Dezember 2008 beträgt die Fahrzeit im Regionalexpress zwischen Dresden Hbf und Liberec nur noch 129 Minuten.
Seit dem 12. Dezember 2010 erbringt die Vogtlandbahn (heute Die Länderbahn) unter der Marke „Trilex“ den Schienenpersonennahverkehr auf der Linie L7 Liberec–Zittau (–Varnsdorf–Rybniště/Seifhennersdorf). Der Verkehrsvertrag läuft zehn Jahre, im Grundtakt verkehren die Züge stündlich. Dabei kommen zweisprachige Zugbegleiter zum Einsatz. Die Vogtlandbahn gewann die erste gemeinsame deutsch-tschechische SPNV-Ausschreibung von drei ÖPNV-Aufgabenträgern im Februar 2009. Seit dem Fahrplanwechsel im Dezember 2014 werden auch die Regionalexpress-Züge der Linie Dresden–Zittau–Liberec von der Länderbahn gefahren. Die Durchbindungen nach Tanvald gibt es seither nicht mehr.
Wegen des Umbaues im Bahnhof Zittau und des Aufbaus eines elektronischen Stellwerkes war die Strecke zwischen dem 13. August 2017 und dem 9. Februar 2018 zwischen Hrádek nad Nisou und Zittau gesperrt, für die ausfallenden Reisezüge bestand Schienenersatzverkehr. Nach dem Abschluss der Modernisierungsarbeiten wurde ab dem Fahrplan 2020 in Zittau ein sogenannter Nulltaktknoten mit Anschlüssen jeweils zur vollen Stunde eingerichtet, während in Liberec die Anschlüsse jeweils zur halben Stunde gewährleistet sind.

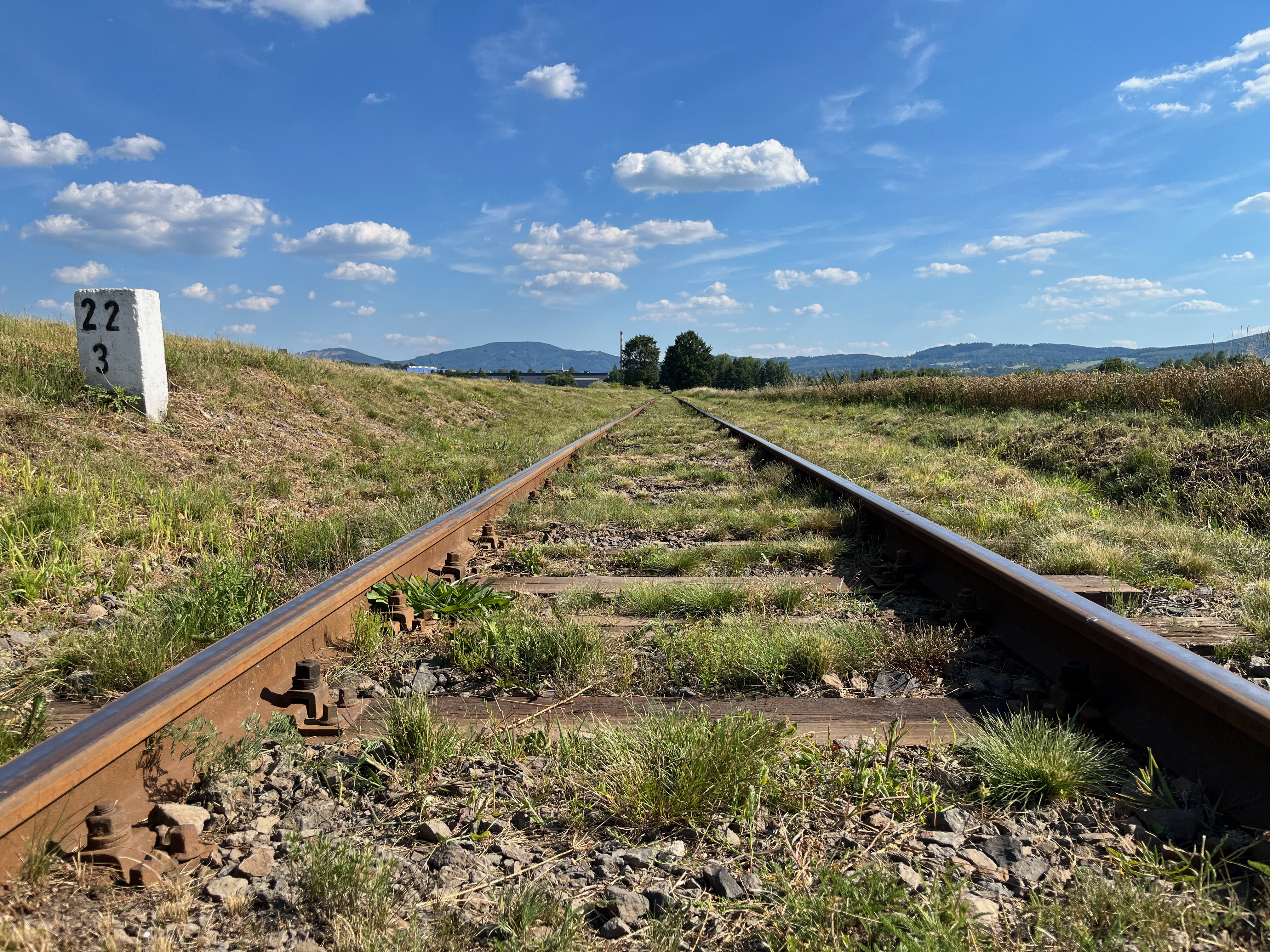
Abgängiges Gleis Oberbau K im polnischen Abschnitt (2022)

Von deutscher und tschechischer Seite aus ist man seit Längerem bemüht, den polnischen Streckenabschnitt zu pachten, um diesen sanieren zu können. Er konnte 2011 nur noch mit 30 km/h befahren werden. Im November 2019 wurde im Rahmen der Feierlichkeiten zum 160-jährigen Bestehen der Strecke ein trinationales Referendum unterzeichnet, das bessere Schienenverbindungen im Dreiländereck fordert. Umgesetzt wurde bisher auch nicht die Forderung nach einem neuen Haltepunkt im polnischen Porajów.
Während einer Vollsperrung der Strecke vom 1. April bis 30. September 2025 sollen die Bahnhöfe Hrádek nad Nisou und Chrastava erneuert werden. Neben dem Umbau des Gleisplanes werden  auch die Aufnahmegebäude saniert. In Hrádek nad Nisou ist dabei äußerlich eine Anpassung an den historischen Zustand geplant. Im Ergebnis soll neben der Barrierefreiheit für die Reisenden auch eine höhere Reisegeschwindigkeit auf der Strecke erreicht werden. Die Ausschreibung gewann die Firma Skanska, die mit 1,238 Milliarden Kronen das günstigste Angebot abgegeben hatte.
Im April 2025 schrieb zudem PKP Polskie Linie Kolejowe die Instandsetzung des 2,7 Kilometer langen polnischen Abschnittes öffentlich aus. Vorgesehen ist die vollständige Erneuerung von Ober- und Unterbau, der Wegübergänge sowie der Streckenentwässerung. Nach Abschluss der Arbeiten im Oktober 2025 soll dort die Streckengeschwindigkeit auf 120 km/h angehoben werden.
Die Elektrifizierung des Abschnittes Liberec–Hrádek nad Nisou ist im Rahmen der Dekarbonisierung des Eisenbahnbetriebs bis 2032 vorgesehen.

## Fahrzeugeinsatz

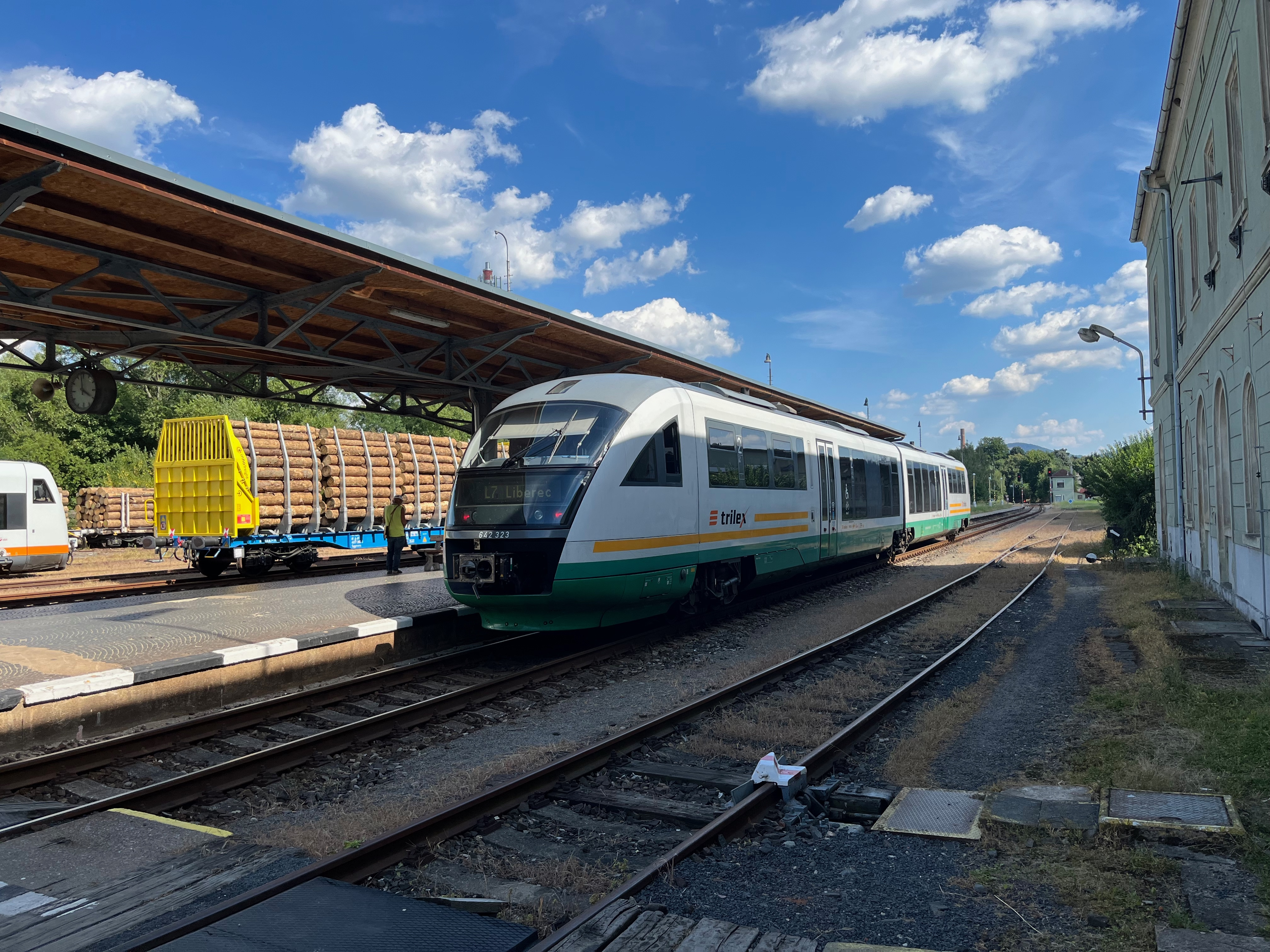
Siemens Desiro der DLB (Hrádek nad Nisou; 2022)

Die Zittau-Reichenberger Eisenbahn wickelte den Betrieb bis zu ihrer Verstaatlichung mit zweifach gekuppelten Schlepptenderlokomotiven ab, wie sie auch bei der Staatsbahn als Gattung II und Gattung IIIb im Einsatz standen.
Die Personenzüge Dresden–Reichenberg wurden in den 1920er und 1930er Jahren mit der leistungsstarken sächsischen XII H2 (DR-Baureihe 38.2–3) befördert.
Nach dem Zweiten Weltkrieg übernahm die ČSD die Zugförderung auf der Gesamtstrecke. Im Reisezugverkehr kamen nun vor allem Triebwagen der verschiedensten Bauarten zum Einsatz. Ein Teil der Züge – wie der bis in jüngste Zeit verkehrende Schnellzug Plzeň–Liberec – verkehrten auch Lokomotiv-bespannt mit Diesellokomotiven der ČSD-Baureihe T 478.3. Bis zum Ende der Dampftraktion bei den ČSD war vor Güterzügen auch die leistungsstarke ČSD-Baureihe 556.0 zu beobachten.
Die bei Regionalexpresszügen der Deutschen Bahn bis Liberec eingesetzten Neigetechnik-Triebwagen der Baureihe 612 wurden ab dem Fahrplanwechsel 2011 durch Triebwagen der Baureihe 642 ersetzt. Die ČD setzten in ihren Personenzügen fast ausschließlich die bewährten zweiachsigen Triebwagen der Baureihe 810 ein. Seitens der Mandaubahn wurden meist Uerdinger Schienenbusse der Baureihen 798 und 796 mit Steuerwagen eingesetzt.
Die Vogtlandbahn setzte seit Dezember 2010 planmäßig Fahrzeuge des Typs Siemens Desiro Classic ein, bedarfsweise ergänzt durch RegioSprinter. Die Länderbahn setzt heute für die Trilex-Züge der Linie L7 Triebwagen des Typs Siemens Desiro Classic und vermehrt Stadler Regio-Shuttle RS1 ein.
Die Leistungen des Regionalexpresses 2 zwischen Liberec und über Zittau hinaus bis Dresden werden ausschließlich von Triebwagen des Typs Siemens Desiro Classic übernommen.